# Agoe (cratère)
Pour les articles homonymes, voir Agoe.
Agoe est un cratère de la planète Vénus ayant un diamètre de 6,3 kilomètres. Sa latitude est de 13,1° et sa longitude est de 4,3°.  L'origine de son nom est un prénom usuel féminin en langue ewe ,.